# ویکتور شالیموف
ویکتور شالیموف (انگلیسی: Viktor Shalimov؛ زادهٔ ۲۰ آوریل ۱۹۵۱) بازیکن هاکی روی یخ اهل شوروی بود.
وی به‌همراه تیم ملی هاکی روی یخ شوروی به مقام قهرمانی بازی‌های المپیک زمستانی ۱۹۷۶ دست پیدا کرده‌است.